# Lachnanthes caroliniana
Lachnanthes caroliniana ist die einzige Art der Pflanzengattung Lachnanthes innerhalb der Familie der Haemodoraceae. Sie ist hauptsächlich im östlichen Nordamerika verbreitet.

## Beschreibung

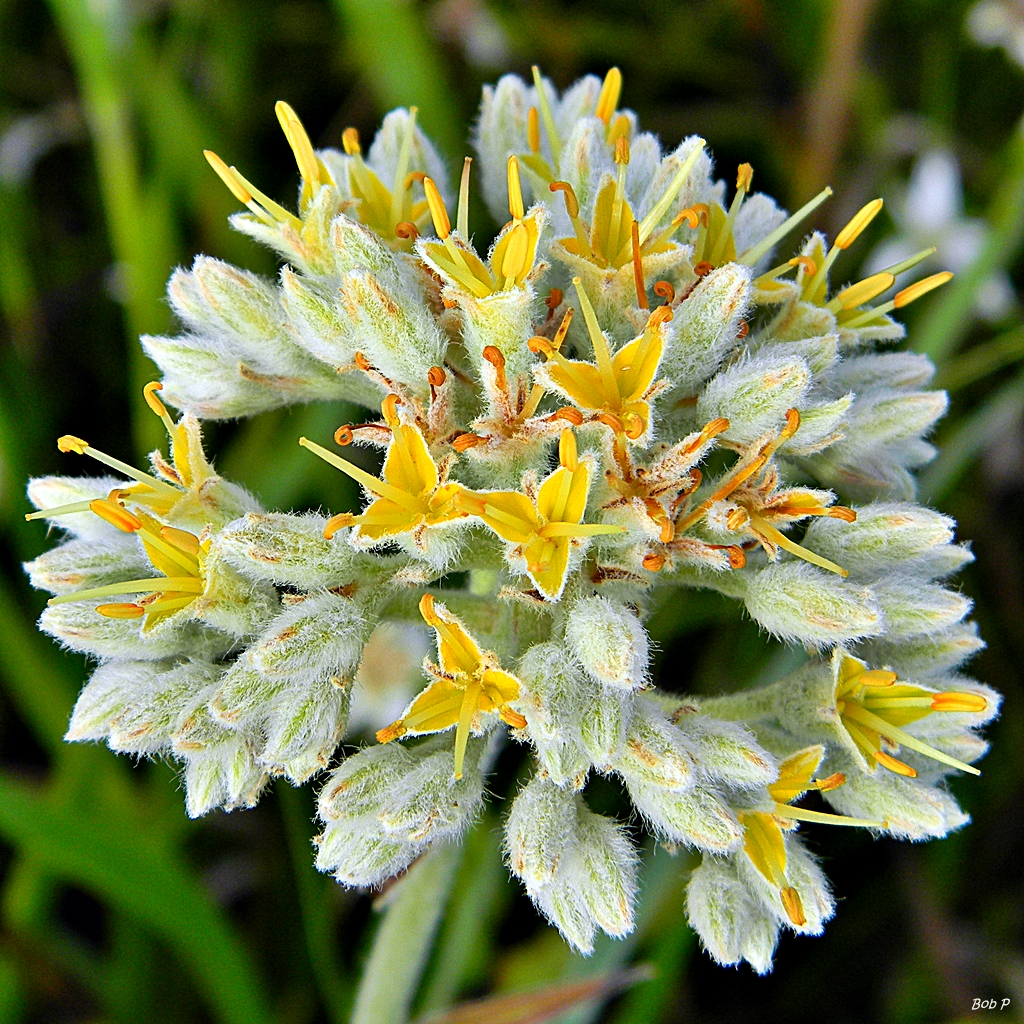
Blütenstand mit Blüten im Detail

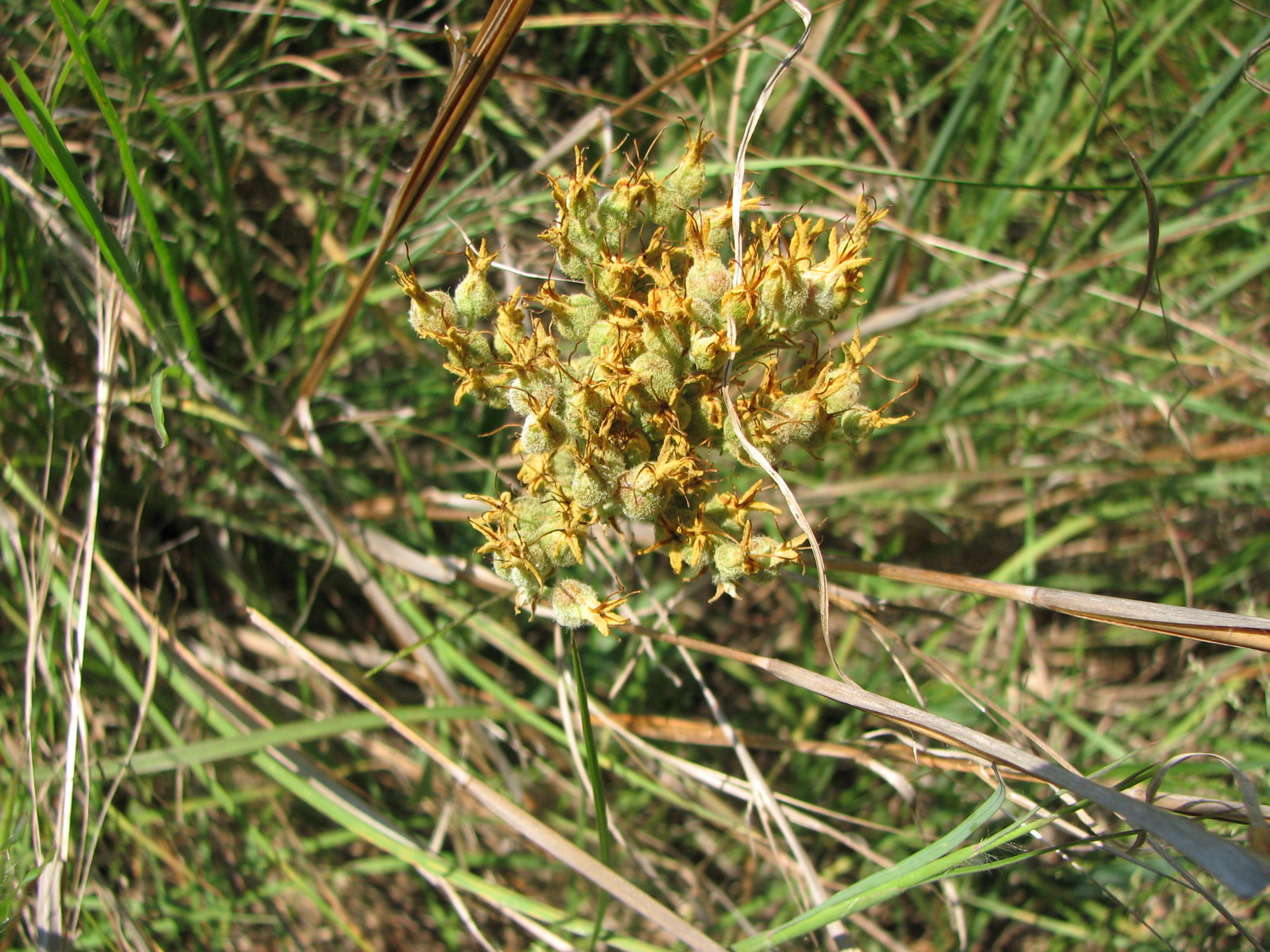
Fruchtstand

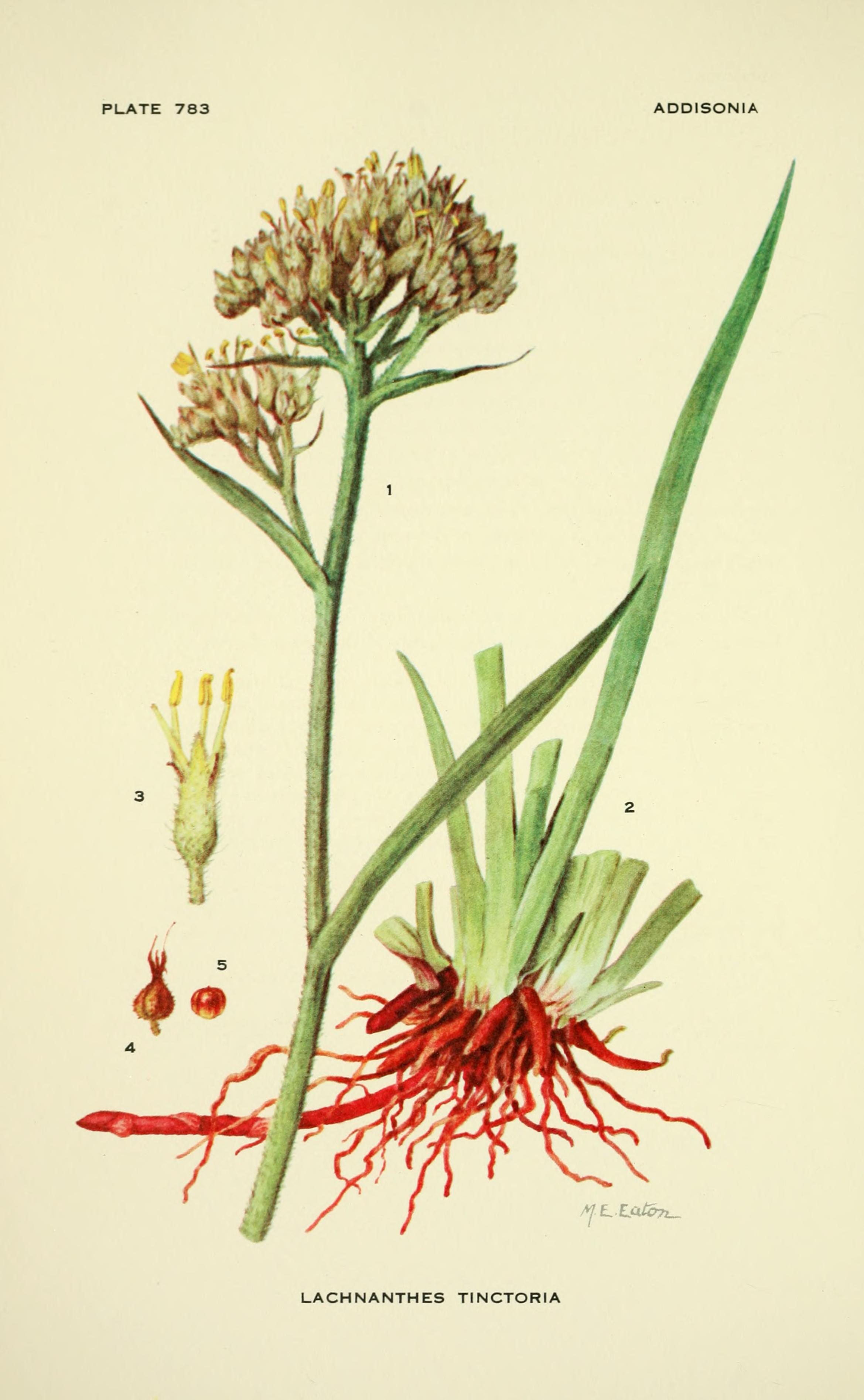
Illustration aus Addisonia – colored illustrations and popular descriptions of plants

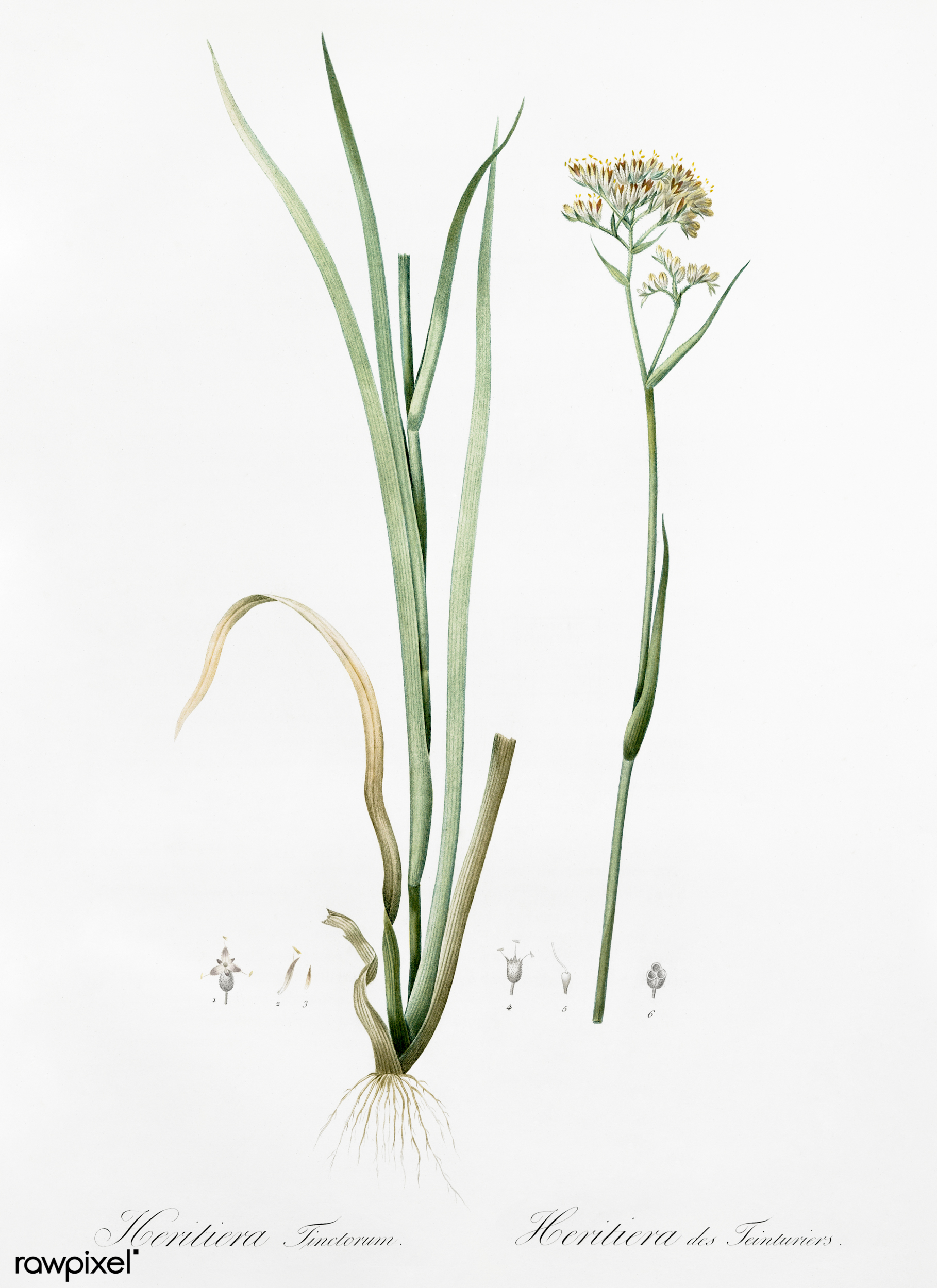
Illustration aus Pierre Joseph Redouté: Les liliacées

### Vegetative Merkmale
Lachnanthes caroliniana wächst als ausdauernde krautige Pflanze und erreicht Wuchshöhen von 30 bis 105 Zentimetern. Es sind rote Rhizome mit Faserwurzeln vorhanden. Der Pflanzensaft ist rot. Der selbständig aufrechte Stängel ist im oberen Bereich anfangs weißlich, filzig zottig behaart und wird später lohfarben filzig behaart.
Die linealisch-schwertförmigen Laubblätter sind hauptsächlich grundständig konzentriert und weniger viele am Stängel verteilt angeordnet. Von den Grundblättern sind die untersten 15 bis 45 Zentimeter lang sowie 0,5 bis 2,1 Zentimeter breit und werden nach oben hin kürzer. Die Stängelblätter sind kürzer als die Grundblätter und werden auch nach oben hin kürzer.

### Generative Merkmale
Die Blütezeit liegt in Nordamerika im Hoch- und Spätsommer. Der endständige, verzweigte Blütenstand ist anfangs gerundet und wird nach der Anthese schirmtraubig. Es sind auffällige, laubblattähnliche Tragblätter unter jeder Blüte vorhanden.
Die zwittrigen Blüten sind radiärsymmetrisch und dreizählig. Es sind zwei Kreise mit je drei freien, fast aufrechten Blütenhüllblättern vorhanden; die des äußeren Kreises unterscheiden sich deutlich von denen des inneren. Die drei Blütenhüllblätter des äußeren Kreises sind weißlich und außen dicht flaumig behaart. Die gelben Blütenhüllblätter des inneren Kreises sind innen kahl und außen behaart. Es ist nur ein Kreis mit drei fertilen Staubblättern vorhanden. Die bei der Anthese ausgebreiteten Staubblätter überragen die Blütenhülle. Die Staubfäden sind 8 bis 10 Millimeter lang. Die basifixen Staubbeutel sind gelb und besitzen zwei Theken. Drei Fruchtblätter sind zu einem unterständige, dreikammerigen Fruchtknoten verwachsen. In jeder Fruchtknotenkammer sind etwa sechs Samenanlagen in zentralwinkelständiger Plazentation angeordnet. Der haltbare Griffel überragt die Staubblätter etwas und endet in einer sehr kleinen Narbe.
Die dreilappige Kapselfrucht ist bei einem Durchmesser von 3 bis 5 Millimetern kugelig bis abgeflacht ellipsoid. Die Kapselfrucht öffnet sich lokulizidal (= fachspaltig). In jedem Fruchtfach sind wenige Samen vorhanden. Die rötlich-braunen Samen sind bei einem Durchmesser von 2,5 bis 3 Millimetern scheiben- und schildförmig und leicht runzelig. Es ist Endosperm vorhanden.
Die Chromosomengrundzahl beträgt x = 24; es liegt Diploidie vor mit einer Chromosomenzahl von 2n = 48.

## Vorkommen
Lachnanthes caroliniana ist im östlichen Nordamerika von der kanadischen Provinz Nova Scotia über die nordöstlichen US-Bundesstaaten Connecticut, östliches Massachusetts, New Jersey, New York sowie Rhode Island bis zu den südöstlichen US-Bundesstaaten Alabama, Delaware, Georgia, östliches Louisiana, Maryland, Mississippi, North Carolina, South Carolina, zentrales Tennessee, westliches Virginia sowie Florida weitverbreitet und kommt im westlichen Kuba einschließlich der Isla de la Juventud vor. Lachnanthes caroliniana kommt im südöstlichen Nova Scotia insbesondere im Gebiet des Molega Lake vor. Es gibt auch Nachweise von einer Insel in der westlichen Karibik vor der Küste von Honduras.
Lachnanthes caroliniana gedeiht am besten auf feuchten, sauren, meist sandigen Böden. Sie kommt in Höhenlagen von 0 bis 600 Metern vor. Sie kommt beispielsweise in Sümpfen, Mooren, niedriggelegenen Gebieten in Savannen sowie Kiefernländern, Rändern von Gehölzinseln in Feuchtgebieten (englisch hammocks genannt) sowie Pocosins vor. Lachnanthes caroliniana wird in kommerziell genutzten Cranberry-Mooren gelegentlich zu einer unerwünschten Begleitpflanze.

## Trivialnamen
Englischsprachige Trivialnamen sind Carolina redroot sowie bloodroot. Die englischsprachigen Trivialnamen beziehen sich auf die roten Wurzeln und Rhizome.

## Systematik
Die Erstveröffentlichung erfolgte 1791 unter dem Namen (Basionym) Dilatris caroliniana durch Jean-Baptiste Lamarck in Tableau Encyclopédique et Methodique … Botanique, 1, S. 127. Die Neukombination zu Lachnanthes caroliniana (Lam.) Dandy erfolgte 1932 James Edgar Dandy in Journal of Botany, British and Foreign, Volume 70, S. 329. Weitere Synonyme für Lachnanthes caroliniana (Lam.) Dandy sind: Anonymos tinctoria Walter, Dilatris heritieraPers., Dilatris tinctoria (Walter ex J.F.Gmel.) Pursh, Gyrotheca tinctoria (Walter ex J.F.Gmel.) Salisb., Heritiera gmelinii Michx., Heritiera tinctorum Walter ex J.F.Gmel., Lachnanthes tinctoria (Walter ex J.F.Gmel.) Elliott, Lachnanthes tinctoria var. major C.Wright ex Griseb.
Lachnanthes caroliniana ist die einzige Art der Gattung Lachnanthes in der Unterfamilie Haemodoroideae innerhalb der Familie der Haemodoraceae.
Der Gattungsname Lachnanthes Elliott nom. cons. ist ein Nomen conservandum, er stellt eine Ausnahme der Prioritätsregeln des Internationalen Code der Nomenklatur für Algen, Pilze und Pflanzen (ICBN) dar, indem ein später publizierter Name dem älteren vorgezogen wird. Drei Namen sind hier relevant:
- Heritiera Aiton wurde 1789 durch William Aiton in Hortus Kewensis 3, S. 546 veröffentlicht.
- Heritiera J.F.Gmel. wurde 1791 durch Johann Friedrich Gmelin in Systema Naturae. 13. Auflage. 2, S. 113 veröffentlicht.
- Lachnanthes Elliott wurde 1816 durch Stephen Elliott in Sketch of the Botany of South-Carolina and Georgia, 1, S. 47 veröffentlicht.

Heritiera Aiton bezeichnet eine andere Pflanzengattung verholzender Pflanzen innerhalb der Familie der Malvengewächse (Malvaceae). Das macht Heritiera J.F.Gmel. zu einem illegitimen Homonym, der nicht gültig ist. Das Dekret über das Bewahren erlaubt es, den dritten Namen an Stelle des zweiten zu benutzen, um die nun Lachnanthes benannte Pflanzengattung zu bezeichnen.